# Anxiété de performance
L'anxiété de performance (test anxiety) est une anxiété liée aux situations d'évaluation. Elle implique des signes et symptômes, parfois somatiques, variés dont le stress, la peur (dont la peur de l'échec) et la détresse. L'anxiété de performance peut-être un frein significatif à l'apprentissage et à la performance et serait une cause d'abandon scolaire,,. Elle peut également avoir des conséquences plus larges en affectant le développement social, émotionnel et comportemental du sujet, ainsi que son estime de soi. L'anxiété de performance peut parfois mener au suicide,,.
L'anxiété de performance affecterait de 25 à 40 % des étudiants. Elle se retrouve parmi les étudiants du monde entier, et affecterait particulièrement les étudiants avec des handicaps ou faisant partie de groupes enrichis (surdoué).
L'anxiété de performance est étudiée formellement depuis le début des années 1950, avec, notamment, le développement du « questionnaire d'anxiété de performance » (Test Anxiety Questionnaire, TAQ) par G. Mandler et S. B. Sarason. Le frère de Sarason, Irwin G. Sarason, a également contribué à l'étude du sujet par la suite,,,,.

## Signes et symptômes

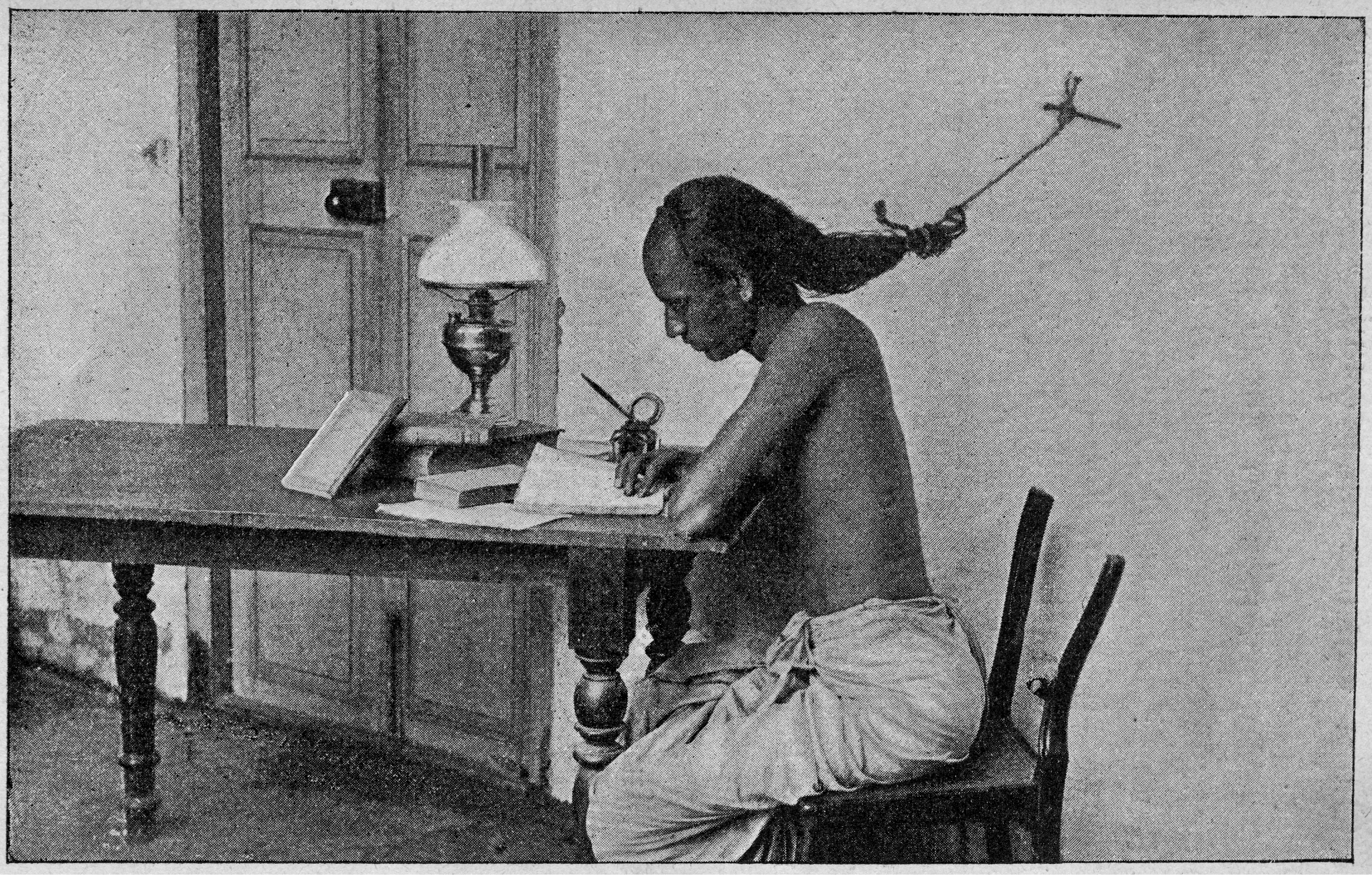
Étudiant de l'université de Madras qui s'est attaché les cheveux au mur afin d'éviter de tomber endormi (1905).

Des chercheurs affirment que le sentiment d'anxiété se déclenche pour préparer une personne aux menaces. Les symptômes se présentent sous des intensités diverses. On y retrouve l'augmentation du rythme respiratoire et cardiaque, la sécrétion de sueur et d'hormones de stress, la nervosité, la vigilance et la peur. Certains des symptômes sont le résultat de la sécrétion d'une certaine quantité d'adrénaline. Dans plusieurs situations, cette dernière aide à gérer les situations de stress, notamment en augmentant le degré d'alerte, mais pour certaines personnes, les symptômes sont difficilement contrôlables, voire incontrôlables. L'anxiété développée dépend de l'évaluation de la probabilité que de mauvaises choses se produisent et de ses capacités à les contrer. Dans le contexte d'une évaluation, l'un des facteurs est la confiance de l'individu en ses capacités.
L'anxiété de performance se distingue de l'anxiété généralisée. Elle se limite aux situations d'évaluations, alors que l'anxiété généralisée s'étend à plusieurs situations. L’anxiété de performance est « la peur d’être incapable d’accomplir quelque chose. Il peut s’agir d’un objectif, d’une tâche, d’un projet, une présentation ou encore un examen.» Généralement, l’anxiété est « une réaction d’activation du corps et de l’esprit devant une menace.» L’anxiété de performance peut se manifester de plusieurs manières : dans les pensées, les émotions, au niveau physiologique et dans les comportements. Les causes peuvent aussi être variées. Il peut y avoir causes, surtout psychologiques : un faible sentiment d’efficacité personnelle (SEP), une faible estime de soi, les croyances erronées, les prédispositions psychologiques.
Les symptômes peuvent être de modérés à graves. « Les étudiants qui présentent des symptômes modérés arrivent malgré tout à obtenir de bons résultats aux examens. D'autres avec des symptômes graves vont souvent avoir des attaques de panique,. »
Des symptômes communs sont : maux de tête, mal d'estomac, sentiment de peur, de menace, un souffle court rapide, des pleurs et des trous de mémoire.

## Facteurs de risque
Le concept de facteurs de risques de l'anxiété de performance est très étudié dans les textes scientifiques. Prendre en considération le concept de facteurs de risques est essentiel pour la compréhension du sujet. Les facteurs de risques individuels et parentaux sont les plus reconnus et les plus étudiés.

### Individuel
Plusieurs facteurs internes d'un individu peuvent contribuer au développement d'un trouble d'anxiété de performance. Les chercheurs observent que certains individus ont des prédispositions en ce qui concerne l'hérédité. Les enfants ayant des parents atteints de troubles anxieux sont beaucoup plus à risque de développer eux aussi des troubles anxieux, dont l'anxiété de performance.
Le tempérament est aussi un facteur de risque puisqu'il influence l'individu a réagir d'une certaine façon face à une situation. L'inhibition comportementale est un type de tempérament pouvant provoquer le développement d'un trouble d'anxiété en raison de la façon dont les individus réagissent face à un nouveau stimuli.
En ce qui concerne le côté conscient d'un individu, ses buts et objectifs peuvent être la cause d'anxiété de performance. On constate 4 types de buts, mais le but de maitrise-évitement et le but de performance-évitement sont les deux qui sont le plus associés à l'anxiété de performance. Respectivement, l'individu peut éviter certaines situations dans lesquelles il peut se sentir incompétent et ainsi être affecté en ce qui concerne la motivation scolaire. Le but de performance-évitement se caractérise par le désir de réaliser des performances plus que ses camarades en contexte d'évaluation. Donc les étudiants ayant ce type de but peuvent générer une anxiété de performance à l'idée d'obtenir un résultat inférieur à celui de ses camarades.

### Parental
Le facteur parental est aussi une source de développement du trouble d'anxiété de performance chez les étudiants puisque le parent est la figure d'autorité, surtout aux niveaux scolaires primaire et secondaire.
La façon dont le parent s'implique dans les études de son enfant peut s'avérer négative s'il est perçu comme excessif. Une sur-implication peut engendrer des pensées négatives ainsi que des inquiétudes vis-à-vis de leurs études. « Certains parents sont exigeants face à leurs enfants ce qui peut augmenter leur anxiété de performance. […] L’enfant pourrait percevoir les paroles de ses parents comme des critiques ou des attentes.»  
De plus, le soutien parental a un impact important sur l'étudiant et ces études. Le soutien de type conditionnel s'avère être celui qui augmente les risques de développer un trouble d'anxiété de performance. Ce phénomène s'explique par des exigences établies par les parents. Lorsque ces exigences ne sont pas atteintes par les enfants, un sentiment de délaissement causé par le manque d'encouragement ou d'appréciation de la part du parent s'accroit chez celui-ci. L'anxiété de performance va se développer par l'intérêt de l'étudiant à se sentir soutenu et d'assurer l'opinion positive du parent à son égard.

## Causes et effets
Une certaine quantité de stress liée à l'évaluation est normale et aide souvent à garder un certain niveau d'alerte mentale et physique. Cependant, lorsqu'un sujet éprouve trop d'anxiété, cette dernière peut mener à des difficultés de concentration ainsi qu'à de la détresse émotionnelle ou physique. L'anxiété peut provenir de la perception d'une menace et causer un déficit de l'attention ou des troubles de la mémoire,,,.

### Médias
Dans notre société actuelle, les réseaux sociaux prennent désormais une place importante. Ils peuvent contribuer au phénomène de l’anxiété de performance puisqu’ils peuvent transmettre « des idéaux extrêmes ». Ainsi, les personnes « peuvent avoir l’impression que les attentes externes sont élevées et que pour obtenir une approbation sociale, elles doivent en faire toujours plus.» Aussi, certains individus vont ressentir de l’anxiété de performance dû à la pression « imposée par la représentation dans les réseaux sociaux, à laquelle ils sont confrontés quotidiennement. » Donc, à cause de ces représentations constantes de ces idéaux, les personnes peuvent éprouver de l’anxiété de performance.

### Étudiants
Les étudiants éprouvant l'anxiété de performance tendent à être facilement distraits lors de l'évaluation, ont de la difficulté à comprendre des instructions relativement simples ainsi qu'à organiser et synthétiser l'information pertinente. L'anxiété de performance peut causer une diminution significative de la performance scolaire. Des études montrent ainsi que des étudiants plus anxieux obtiennent des résultats environ 12 % inférieurs à ceux de leurs collègues moins anxieux,,.
Afin de limiter les impacts et prévenir l’anxiété de performance, des astuces peuvent être appliquées avant, pendant et après la période d’évaluation. Préparer l’élève à l’avance avec un examen formatif, ou une série d’exercices semblables à ce qui sera évalué aidera l’élève à se sentir plus en confiance, et moins anxieux face à l’évaluation qui approche. Mettre au courant au préalable les élèves sur le temps qui leur est accordé pour réaliser l’épreuve peu diminuer un stress. Planifier différentes formes d’évaluations peut permettre de diminuer une angoisse, car plusieurs méthodes d’évaluations permettent de favoriser la réussite. À la suite de l’épreuve, ne pas partager la moyenne de classe aux étudiants peut permettre de limiter l’anxiété. La comparaison entre les élèves n’est pas favorable  à l’anxiété de performance, car elle est plus présente quand certains ressentent un sentiment d’infériorité face aux autres,.
L’anxiété de performance a un impact dans la vie scolaire des étudiants, peu importe le niveau (primaire, secondaire, collégial et universitaire). Environ 35% des répondants ressentent de l’anxiété souvent ou tout le temps au cours de leurs études collégiales. Les causes sont nombreuses, telles que la pression parentale, le niveau de stress, la charge de travail scolaire et la pression que les étudiants se mettent sur eux-mêmes. Les études démontrent que plus on vit de pression scolaire, plus on ressent de la détresse et de l’anxiété. L’anxiété de performance scolaire engendre plusieurs conséquences, comme de l'épuisement, de la fatigue et la peur du jugement. Ceci peut affecter les notes scolaires, le sommeil, la patience et le comportement.

### Travailleurs
Dans le contexte du travail « plusieurs déterminants (p. ex., absence de rétroaction, faible soutien social, sens des responsabilités, mesure de performance quantitative), manifestations (p. ex., culpabilité, colère, dévalorisation, difficultés à se concentrer, pleurs), stratégies d’adaptation (p. ex., rabaisser les autres, mettre des limites) et conséquences (p. ex., diminution de la qualité des relations sociales, opportunités d’avancement professionnel compromises, difficultés de profiter de son temps personnel)» sont impliqués par l'anxiété de performance d'un individus. Ainsi, des effets négatifs nuisant à la carrière des travailleurs peuvent survenir. Cependant, « certains affirment que leur anxiété de performance a contribué à leur bonne performance» Ainsi, les adolescents, les étudiants et les jeunes adultes ne sont pas les seuls à subir des effets de l'anxiété de performance.

### Athlètes
Du côté du sport, les athlètes sont aussi sujets à souffrir d'anxiété de performance. « Les études menées confirment ce constat : on note ainsi que l’anxiété cognitive des athlètes augmente avec l’importance qu’ils accordent à la compétition à laquelle ils participent et ainsi avec leurs attentes de réussite. » Les conséquences de cette anxiété sont que « plus un athlète développe un état d’anxiété cognitive élevé , plus sa performance tend à se dégrader.
L’anxiété de performance liée au sport est différente des autres types d’anxiété. Les athlètes qui souffrent de ce type d’anxiété ont tendance à percevoir les situations de compétition de manière redoutable ou méfiante. L’anxiété de performance fait diminuer les performances (pour une majorité des athlètes) et réduie le plaisir. Ce type d’anxiété est celui qui pousse beaucoup sportif à l’arrêt de sport. Elle se définit comme la peur de l’échec ou de commettre des erreurs en situation de performance, comme lors d’une compétition, une course ou un match. L’anxiété se caractérise par l’appréhension d’une situation à venir
L’anxiété de performance en contexte sportif aussi appelé l’anxiété compétitive est influencer par les différences individuelles et les variables situationnelles. Les différences individuelles sont ce qui vont créer l’anxiété face aux performances, aux attentes, le niveau de jeux en contexte de compétition. Cela se manifeste par vouloir gagner la première place ou vouloir se dépasser par rapport à la dernière performance. Les variables situationnelles emmènent de l’anxiété par rapport au tâches demandées (le niveau de complexité), la force et le niveau de jeu de l’adversaire, le type de sport (individuel ou collectif), etc. Un facteur qui influence l'anxiété de performance est le perfectionnisme à intensité plus forte. Les adolescents sont les plus touchés en raison de cette variable en particulier. Les athlètes vivent plus d’anxiété en contexte de compétition qu’en entrainement. Plus le taux de cortisol (hormone du stress) est haut en compétition, plus les performances seront basses. Pour mieux performer, il est conseillé de mieux se préparer psychologiquement le matin de la compétition et de s’assurer d’être actif psychologiquement.
Les athlètes féminines ont un niveau d’anxiété plus élevé que les athlètes masculins. Ceci est dû au fait que les filles se soucient plus de la compétition que les garçons. La différence entre les sexes ne sont pas observées chez les jeunes entre 0 et 10 ans. Il est possible d’observer cette distinction à l’âge adolescent.
Chaque personne la perçoit, la vit et la gère de façons différentes. La capacité à gérer l’anxiété compétitive est d’ailleurs une habileté de performance mentale très convoitée par les athlètes pouvant ainsi aider à améliorer les performances en situation de compétition. Des études ont porté sur ce qui peut influencer l’anxiété telle que le contexte (en compétitif ou en entraînement), le niveau d’expertise, la peur de l’échec, le type de sport pratiqué (les sports de contact, les sports d’équipes et les sports individuels) et certains traits de personnalité influencent la gravité du sentiment.
L’anxiété éprouvée par les athlètes est très différente d’une personne à une autre. Par exemple, un athlète qui juge qu’une certaine situation sportive représente une menace pour lui ou qui développe des attitudes négatives de peur ou de doute envers une situation sportive vit plus d’anxiété. C’est pourquoi le fait d’être satisfait de ses propres performances joue un rôle important dans la perception de ses compétences avant une situation de compétition sportive stressante. Par exemple, un athlète se sentira beaucoup plus serein dans ce qu’il fait, s’il est confiant de ce qu’il est capable d’accomplir. Par conséquent, cela modulerait l’anxiété de performance qu’il pourrait ressentir. D’un autre côté, plus les exigences que la personne s’impose afin de réaliser ses objectifs, autant sportifs que personnels, augmentent, plus cela fait grandir l’anxiété.
La catégorie dans laquelle concourt l’athlète ainsi que le nombre d’années d’expérience sportive ont aussi été constatés comme des facteurs de risques influençant l’anxiété de performance. Effectivement, Guillén et Sanchez (2009) ont rapporté que les membres de l’équipe nationale semblent moins anxieux que ceux de première division, qui est une catégorie plus faible. De plus, les athlètes ayant cumulé plus d’années d’expérience seraient moins portés à vivre de l’anxiété de performance.
Pour ce qui en est des sports d’équipe versus les sports individuels, les résultats des études scientifiques sont mitigés. Cependant, il apparait que les athlètes de sports individuels présentent des niveaux d’anxiété plus élevés ainsi qu’une perception de l’anxiété plus menaçante, que les athlètes pratiquant un sport d’équipe. En effet, en sports individuels, les athlètes cherchent à pratiquer leur sport davantage dans une optique d’atteinte d’objectifs de performance plutôt que pour l’aspect de plaisir que les sports collectifs pourraient davantage rejoindre. « Les performances individuelles sont généralement associées à des points ou des temps précis, ce qui permet facilement une comparaison axée sur la performance. Sur la base de ces résultats, il semble que la pression de performer, omniprésente dans la culture des sports individuels, se traduit par des niveaux d’anxiété compétitive plus élevés. » 
Ainsi, l'anxiété de performance, qui peut se traduire par la peur de l'échec, nuit à la performance et peut causer l'échec. Cette conséquence survient dans plusieurs domaines de la vie des individus: le sport, le travail, les études, la sexualité, les relations interpersonnelles, etc.

## Traitement
Plusieurs traitements existent afin de contribuer à la diminution de l’anxiété de performance. Plusieurs chercheurs définissent quatre types de thérapie importante pour traiter l’anxiété de performance dont l'approche cognitive, comportementale, axée sur les compétences et cognitive comportementale.

### Approche cognitive
L'approche cognitive est un type de thérapie qui établit une restructuration cognitive en diminuant l'anxiété pour augmenter la performance. La restructuration cognitive a un impact direct sur les cognitions négatives,. Ces pensées négatives entrainent une perception erronée de certaines situations, menant à l'augmentation des symptômes d'anxiété et la diminution de la performance. Ces pensées et perceptions cognitives dictent les réactions de l'individu. Afin de restructurer les pensées, cette technique cible principalement les perceptions erronées vis-à-vis les situations pouvant être anxiogènes pour l'individu. L'approche cognitive est une technique limitée, mais qui semble apporter des résultats satisfaisants.

### Approche comportementale
L'approche comportementale est un type de thérapie visant à la désensibilisation systémique. On explique que l’anxiété de performance serait à l’origine d’une réponse émotionnelle conditionnée. Des techniques de relaxation et des stratégies pour diminuer l’anxiété, telles que l’extinction, l’hypnose et le modelage, sont mises en place. Selon cette approche, l’individu est amené à prendre en compte ses réactions naturelles d’anxiété et ses émotions. Cette théorie a pour but de parvenir à une réaction calme lorsqu’une situation anxiogène se produit. Cette technique démontre un important signe d’efficacité au niveau de la diminution de l’anxiété et de l’augmentation des performances. L'approche comportementale semble, toutefois, obtenir de meilleurs résultats au sein de l'acquisition des techniques de détente comparativement à la gestion de l'anxiété.

### Approche centrée sur les compétences
L'approche centrée sur les compétences est une technique ayant pour but d'aider l'individu à développer ses capacités pour diminuer son anxiété. Afin d'aider l'individu à diminuer son anxiété de performance, on renforce son sentiment de compétence en travaillant les domaines dans lesquels l'individu présente des faiblesses, ce qui vient donc augmenter son estime de soi et son assurance pour ainsi augmenter ses performances. Dans certaines situations, l'individu est amené à croire que ses compétences sont évaluées ce qui crée une réaction chez celui-ci, d’anxiété de performance. Afin d'aider l'individu à diminuer ses symptômes d'anxiété de performance, on lui donne des outils lui permettant de mieux gérer son stress.

### Approche cognitive comportementale
L'approche cognitive comportementale est une combinaison de deux des trois approches précédentes. Cette théorie comprend des notions de l'approche cognitive et de l'approche comportementale, c'est-à-dire qu'on combine des techniques de relaxation à une approche cognitive comportementale. Cette approche serait le type de thérapie qui révèle la plus grande avancée au niveau de l'efficacité et de la diminution de l'anxiété de performance. L'approche cognitive comportementale consiste à augmenter légèrement l'anxiété chez l'individu afin qu'il constate que la situation, interprétée comme étant anxiogène, n'a rien de terrible. Le but est d'inciter l'individu à faire face à ses peurs afin qu'il n'obtienne plus de réactions d'anxiété. On suggère des exercices concrets à exécuter au quotidien pour mieux contrôler ses pensées et ses comportements.